# کوسه دم‌افروز
کوسه دم‌افروز (نام علمی: Euprotomicroides zantedeschia) نام یک گونه از راسته خاردارکوسه‌سانان است.